# عبدالقدیر خان
عبدالقدیر خان (زادهٔ ۲۷ آوریل ۱۹۳۶ – درگذشتهٔ ۱۰ اکتبر ۲۰۲۱) فیزیکدان هسته‌ای و مهندس متالورژی پاکستانی بود که بنیان‌گذار برنامه غنی‌سازی اورانیوم پاکستان محسوب می‌شود. یکی از بزرگ‌ترین برنامه‌های وی، برنامه غنی سازی اورانیوم برای پروژه ساخت بمب اتمی پاکستان بود.
عبدالقدیر خان در سال ۱۹۷۶ آزمایشگاه پژوهشی کاهوتا (KRL) را تأسیس کرد و تا زمان بازنشستگی (۲۰۰۱) به عنوان مدیر کل و پژوهشگر ارشد در آن مرکز مشغول کارهای علمی و پژوهشی بود. خان به‌غیراز مسائل هسته‌ای در بسیاری از پروژه‌های حساس و حیاتی پاکستان نقش مهم و شایانی ایفا کرده است. از جمله کارهایی که او سهم عمده‌ای در آنها داشته است می‌توان به مورفولوژی مولکولی، فیزیک آلیاژهای مارتنزیتی، فیزیک ماده چگال و فیزیک مواد اشاره کرد. وی در ژانویه ۲۰۰۴ در جلسه‌ای که مقامات پاکستانی برگزار کرده بودند به نقش مهم خود در انتقال و تکثیر فناوری سلاح‌های هسته‌ای به کشورهای دیگر اعتراف کرد. او پس از یک ماه به‌صورت رسمی به همه فعالیت‌های غیرقانونی خود اعتراف نموده و به حبس خانگی محکوم شد. در ۶ فوریه ۲۰۰۹ دادگاه عالی اسلام‌آباد حکم حبس خانگی عبدالقدیر خان را لغو و اجازه داد همچون دیگر شهروندان پاکستانی آزادانه در داخل کشور زندگی کند.

## آغاز زندگی و تحصیل
عبدالقدیر خان در سال ۱۹۳۶ در بوپال در راج بریتانیا از یک خانواده پشتون‌تبار اردو زبان زاده شد. مادر او زلیخا (معروف به بیگم) یک زن خانه‌دار و پدرش عبدالغفور فارغ‌التحصیل دانشگاه ناگپور و کارمند وزارت آموزش و پرورش دولت محلی بوپال بود. خانواده عبدالقدیر خان تا پیش از ۱۹۳۵ به‌صورت دائم در بوپال زندگی می‌کردند. پس از جدایی پاکستان از هند خانواده او در سال ۱۹۴۷ به پاکستان مهاجرت و در سال ۱۹۵۲ در کراچی اقامت گزیدند. قدیر خان در سال ۱۹۵۶ وارد کالج دولتی دی. جی سند شد و در سال ۱۹۶۰ مدرک تحصیلی خود در رشته فیزیک، گرایش فیزیک جامدات را گرفت. در سال ۱۹۶۱ برای تحصیل در رشته مهندسی متالورژی به آلمان رفت و در دانشگاه فنی برلین مشغول مطالعه و تحصیل شد. اما در سال ۱۹۶۵ به دانشگاه دلفت هلند منتقل و مدرک کارشناسی ارشد مهندسی تکنولوژی را در سال ۱۹۶۷ دریافت کرد و برای تحصیلات دکتری به دانشگاه کاتولیک لوون بلژیک پیوست. او در سال ۱۹۷۲ توانست با ارائه پایان‌نامه دکتری خود در خصوص مطالعه بر روی اساس کار مارتنزیت با کمک و نظارت استاد راهنمایش دکتر مارتین برابرز، مدرک دکتری خود را در رشته مهندسی متالورژی دریافت نماید.

## فعالیت‌های هسته‌ای
عبدالقدیر خان در پاکستان به‌عنوان یک قهرمان ملی شناخته می‌شد زیرا در سال ۱۹۹۸ پاکستان را تنها کشور مسلمان صاحب جنگ‌افزار هسته‌ای کرد. این موضوع باعث «نشاط ملی» در این کشور شد. عبدالقدیر خان در راه اندازی نخستین نیروگاه غنی‌سازی اورانیوم پاکستان در کهوته در نزدیکی اسلام‌آباد نقش داشت.
منتقدان، او را بزرگ‌ترین اشاعه‌دهنده دانش جنگ‌افزار هسته‌ای در تمام دوران‌ها خوانده‌اند. عبدالقدیر خان بود که به‌طور غیرقانونی فناوری هسته‌ای را به کشورهایی مانند لیبی، ایران، و کره شمالی فروخته و نقش اساسی در شکل‌دادن به یک شبکه بین‌المللی گسترش جنگ‌افزار هسته‌ای داشته است. موضوع فعالیت‌های هسته‌ای عبدالقدیر خان هنگامی آشکار شد که آژانس اطلاعات مرکزی آمریکا (سیا) در سال ۲۰۰۴ در گزارشی که دربارهٔ فعالیت‌های او به کنگره ایالات متحده آمریکا نوشت که طرح و مواد تسلیحاتی که شبکه تحت نظارت او در اختیار ایران گذاشت پیشرفته‌تر از آن چیزی است که تاکنون گمان می‌رفت. وی دانش هسته‌ای را بین ۱۹۸۷ تا ۱۹۸۹ به ایران فروخته است.
او در سال ۲۰۰۴ در یک اعتراف تلویزیونی به این موضوع اقرار کرد و به حبس خانگی محکوم شد. عبدالقدیر خان در این مدت در منطقه‌ای دیپلماتیک در حومه اسلام‌آباد، تحت حفاظت پلیس زندگی می‌کرد. در ۶ فوریه ۲۰۰۹ دادگاه عالی اسلام‌آباد حکم حبس خانگی عبدالقدیر خان را لغو و اجازه داد همچون دیگر شهروندان پاکستانی آزادانه در داخل کشور زندگی کند.

## مرگ
عبدالقدیرخان در سال ۲۰۰۶ به سرطان پروستات مبتلا شد اما بهبود یافت.
عبدالقدیر خان در ۱۰ اکتبر ۲۰۲۱ به دلیل مشکلات ریوی درگذشت. عمران خان، نخست‌وزیر پاکستان گفت که پاکستان یک نماد ملی را از دست داده است.

## انتشارات

### فیزیک هسته‌ای و مواد
- Dilation investigation of metallic phase transformation in 18% Ni maraging steels, Proceedings of the International Conf. on Martensitic Transformations (1986), The Japan Institute of Metals, pp. 560–565.
- The spread of Nuclear weapons among nations: Militarization or Development, pp. 417–430. (Ref. Nuclear War Nuclear Proliferation and their consequences "Proceedings of the 5th International Colloquium organised by the Group De Bellerive Geneva 27–29 June 1985, Edited by: Sadruddin Aga Khan, Published by Clarendon Press-Oxford 1986).
- Flow-induced vibrations in Gas-tube assembly of centrifuges. Journal of Nuclear Science and Technology, 23(9), (سپتامبر ۱۹۸۶), pp. 819–827.
- Dimensional anisotropy in 18% of maraging steel,[66] Seven National Symposium on Frontiers in Physics, written with Anwar-ul-Haq, Mohammad Farooq, S. Qaisar, published at the Pakistan Physics Society (1998).
- Thermodynamics of Non-equilibrium phases in Electron-beam rapid solidification,[60] Proceedings of the Second National Symposium on Frontiers in Physics, written with A. Tauqeer, Fakhar Hashmi, publisher Pakistan Physics Society (1988).

### کتاب‌ها
- Khan, Abdul Qadeer (1972). Advances in Physical Metallurgy (in English, German, and Dutch). Amsterdam, Netherlands: Elsevier Press.
- Khan, Abdul Qadeer (1983). Metallurgical Thermodynamics and Kinetics (in English, German, and Dutch). Islamabad, Pakistan: The Proceedings of the Pakistan Academy of Sciences.
- Khan, Abdul Qadeer; Hussain, Syed Shabbir; Kamran, Mujahid (1997). Dr. A.Q. Khan on science and education. Islamabad, Pakistan: Sang-e-Meel Publications. ISBN 978-969-35-0821-5.